# اسپیپرون
اسپیپرون (انگلیسی: Spiperone) (یا اسپیروپریدول، نام تجاری: اسپیروپیتان (JP)) یک ماده شیمیایی ضد روان پریشی معمولی و تحقیقاتی متعلق به کلاس شیمیایی بوتیروفنون است.  این دارو برای استفاده بالینی در ژاپن به عنوان درمانی برای اسکیزوفرنی مجوز دارد.  علاوه بر این، اسپیپرون با غربالگری ترکیبی به عنوان یک فعال کننده کانال‌های Cl− فعال‌شده Ca2+ (CaCC) شناخته شد، بنابراین یک هدف بالقوه برای درمان فیبروز کیستیک است.